# Klient
|  | Wiktionary har en ordboksartikel om klient. |

En klient är en huvudman, eller en beställare eller mottagare av en tjänst. Med en klient finns det också oftast en tillhandahållare av tjänsten. Klienten kan vara en kund, patient, rättssökande eller hjälpberoende – ofta i behov av en fackman.
Exempel:
- Advokaten som tillhandahållare (uppdragstagare) och den som anlitar advokatens tjänster som klient (uppdragsgivare)
- Psykologen som tillhandahållare och konfidenten som klient.
- I antikens Rom var en klient en person, ofta en plebej, som stod under inflytande av en patronus, ett förhållande där man bytte tjänster och gentjänster. Ju högre uppsatt en persons klienter var, desto mer auctoritas åtnjöt personen. Ordet figurerar i flera språk i begreppet för (Romerska rikets) satellitstater – en:client state, de:Klientelkönigtum.